# 玉陵

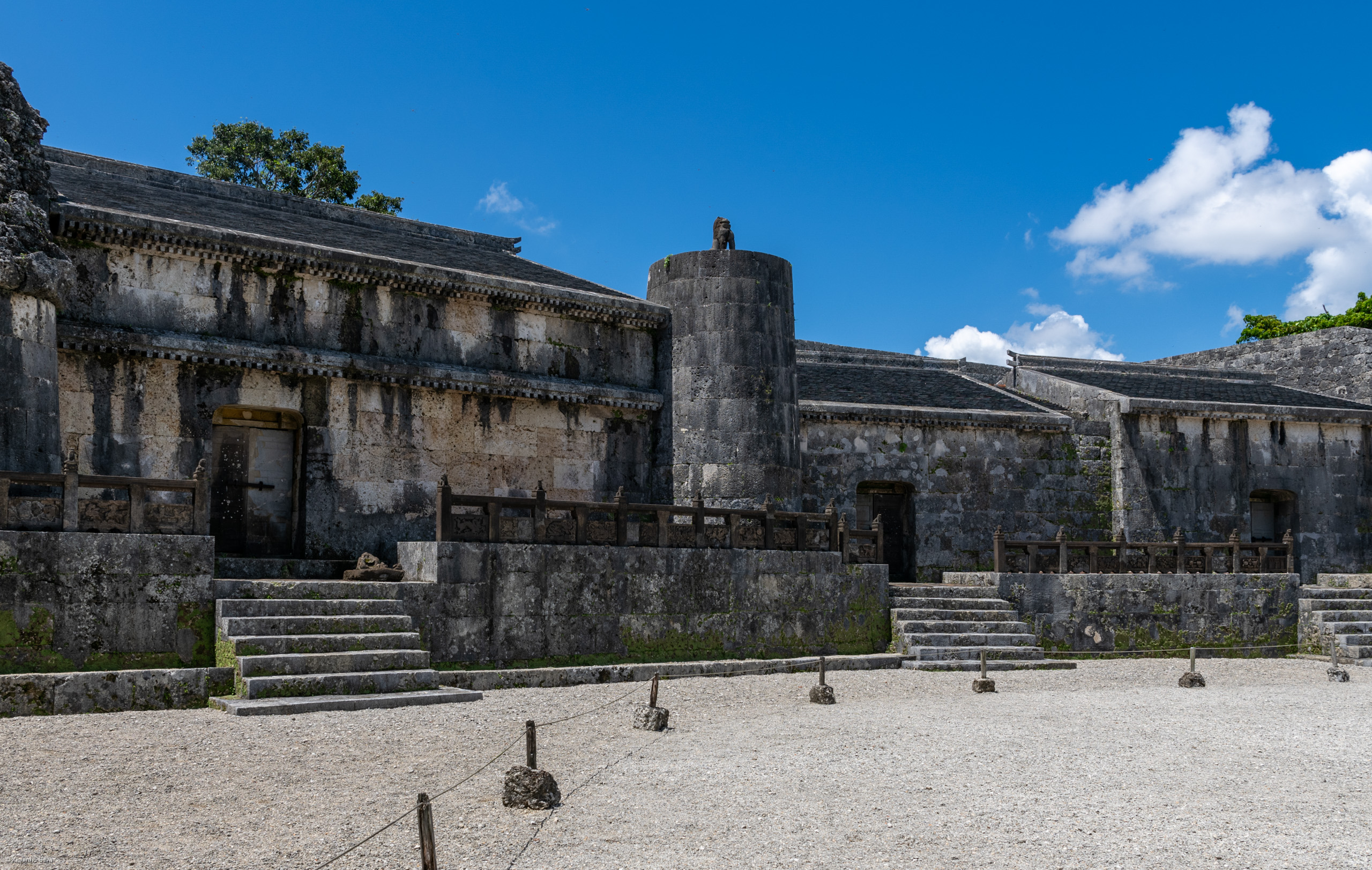
玉陵

玉陵（たまうどぅん、玉御殿または霊御殿とも）は、琉球王国、第二尚氏王統の歴代国王が葬られている陵墓。所在地は沖縄県那覇市首里金城町。そもそもは第3代尚真王（在位1477年 - 1527年）が父、尚円王を葬るために建築したものである。世界遺産のひとつで沖縄県最大の破風墓。なお「玉陵」と名付く墓所はほかに「伊是名玉陵」、「山川の玉陵」がある。

## 概要
玉陵は中室、東室、西室の3つの建築物に分かれる。中室は葬儀の後、当時の琉球の葬制に基づき遺骸が骨になるまで放置し、数年後に骨を取り出して洗骨した。洗骨した後に遺骨を骨壺に収め、王及びその妃の骨は東室に納められ、他の王族は西室に納められた。建造物の外は外庭、中庭に石壁で仕切られ、中庭には珊瑚の破片が敷き詰められている。
第二次世界大戦末期には、日本軍総司令部に近かった玉陵は首里城と共に集中砲撃の巻き添えに会い、東室・西室が破壊されるなど大きな被害を受けた。現在見られる大部分は第二次世界大戦後に復元されたものである。また第二次世界大戦で亡くなった旧制沖縄県立第一中学校（現・首里高等学校）の生徒を弔うための「一中健児の塔」などが近くに建立されている。
1992年に尚裕によって那覇市に寄贈された。
2000年に「琉球王国のグスク及び関連遺産群」として世界遺産に登録された他、全体が国の史跡、「玉陵」5棟（墓室3棟、石牆2棟）が国宝（建造物）、石彫獅子と玉陵碑が県の有形文化財（彫刻）に指定されている。

## 被葬者
玉陵内には被葬者としての資格を記した碑、いわゆる玉陵の碑文があり、それによると有資格者とは
- 尚真王
- 宇喜也嘉（尚円王の妃、尚真王の母）
- 聞得大君・音智殿茂金（尚真王の妹）
- 佐司笠按司・真鍋樽（尚真王の長女）
- 尚清王（尚真王の世子）
- 尚韶威・今帰仁王子朝典（尚真王の三男）
- 尚龍徳・越来王子朝福（尚真王の四男）
- 尚享仁・金武王子（尚真王の六男）
- 尚源道・豊見城王子（尚真王の七男）

の子孫だとされる。これは尚真王が生存中は守られていたであろうが、子の尚清王は即位ののち、すぐにこの碑文の内容に反し、廃嫡された兄：尚維衡・浦添王子朝満を玉陵に移葬している。また、各王子の子孫もここには葬られず、それぞれ各家で墓所をもっている。
例外を除き、基本的に被葬者は歴代王と王妃であると思って良い。第二尚氏・第二代国王　宣威は初代王（尚円王：金丸）の15歳年下の実弟であるにもかかわらず、玉陵には入れてもらえず、越来の地（現・沖縄市嘉間良3丁目、学校給食センター近く）にあるので、実質的に金丸と宇喜也嘉の家族の墓であろう。
1931年、尚家20代当主尚典の夫人：祥子（野嵩按司加那志）の入棺の後、新たな被葬者はいない。
以下は、玉陵の被葬者の一覧である。
| - 東室 - 東1：尚円王 - 東2：尚真王及び尚清王 - 東3：尚元王 - 東4：梅岳（尚元王の妃） - 東5：尚永王及び阿応理屋按司加那志（尚寧王の妃） - 東6：坤功（尚永王の妃） - 東7：尚豊王 - 東8：梅岩（尚豊王の妃）及び尚恭 - 東9：不明 - 東10：蘭閨（尚豊王の継妃） - 東11：尚賢王 - 東12：花囿（尚豊王の妃） - 東13：尚質王 - 東14：栢窓（尚質王の妃） - 東15：尚貞王 - 東16：月心（尚貞王の妃） - 東17：中城王子尚純 - 東18：義雲（尚純の妃） - 東19：尚益王 - 東20：坤宏（尚益王の妃） - 東21：尚敬王 - 東22: 仁室（尚敬王の妃） - 東23：尚穆王 - 東24：淑徳（尚穆王の妃） - 東25：中城王子尚哲 - 東26：徳沢（尚哲の妃） - 東27：尚温王 - 東28：仙徳（尚温王の妃） - 東29：尚成王 - 東30：尚灝王 - 東31：順徳（尚灝王の妃） - 東32：尚育王 - 東33：元貞（尚育王の妃） - 東34：尚泰王 - 東35：賢室（尚泰王の妃） - 東36：中城王子尚典 - 東37：尚祥子（尚典の妃） | - 中室 - 中1：不明（木田大時か） - 西室 - 西1：不明 - 西2：月清（初代目聞得大君） - 西3：尚維衡（浦添王子朝満）及び梅南（2代目聞得大君） - 西4：尚韶威（今帰仁王子朝典） - 西5：一枝（尚懿の妃） - 西6：雪嶺（尚元王の夫人） - 西7：梅嶺（尚元王の夫人） - 西8：不明 - 西9：不明 - 西10：月嶺（4代目聞得大君） - 西11：不明 - 西12：不明 - 西13：不明 - 西14：涼月（尚豊王の夫人） - 西15：雪嶺（尚恭の妃） - 西16：亮直（尚文の妃） - 西17：不明 - 西18：不明 - 西19：不明 - 西20：不明 - 西21：尚久（大金武王子朝公） - 西22：尚膺（尚灝王の次男） - 西23：尚健（伊江王子朝直、尚灝王の五男） - 西24：尚腆（真蒲戸金王子、尚灝王の八男） - 西25：中城王子尚濬（尚育王の長男） - 西26：不明 - 西27：不明 - 西28：不明 - 西29：不明 - 西30：不明 - 西31：不明 - 西32：オト子（尚泰王の五女）及びミチ子（尚泰王の六女） |

## 建築
- 墓室（東室・中室・西室）
- 前門
- 後門
- 玉陵碑
- 玉陵奉円館（展示館）

## ギャラリー

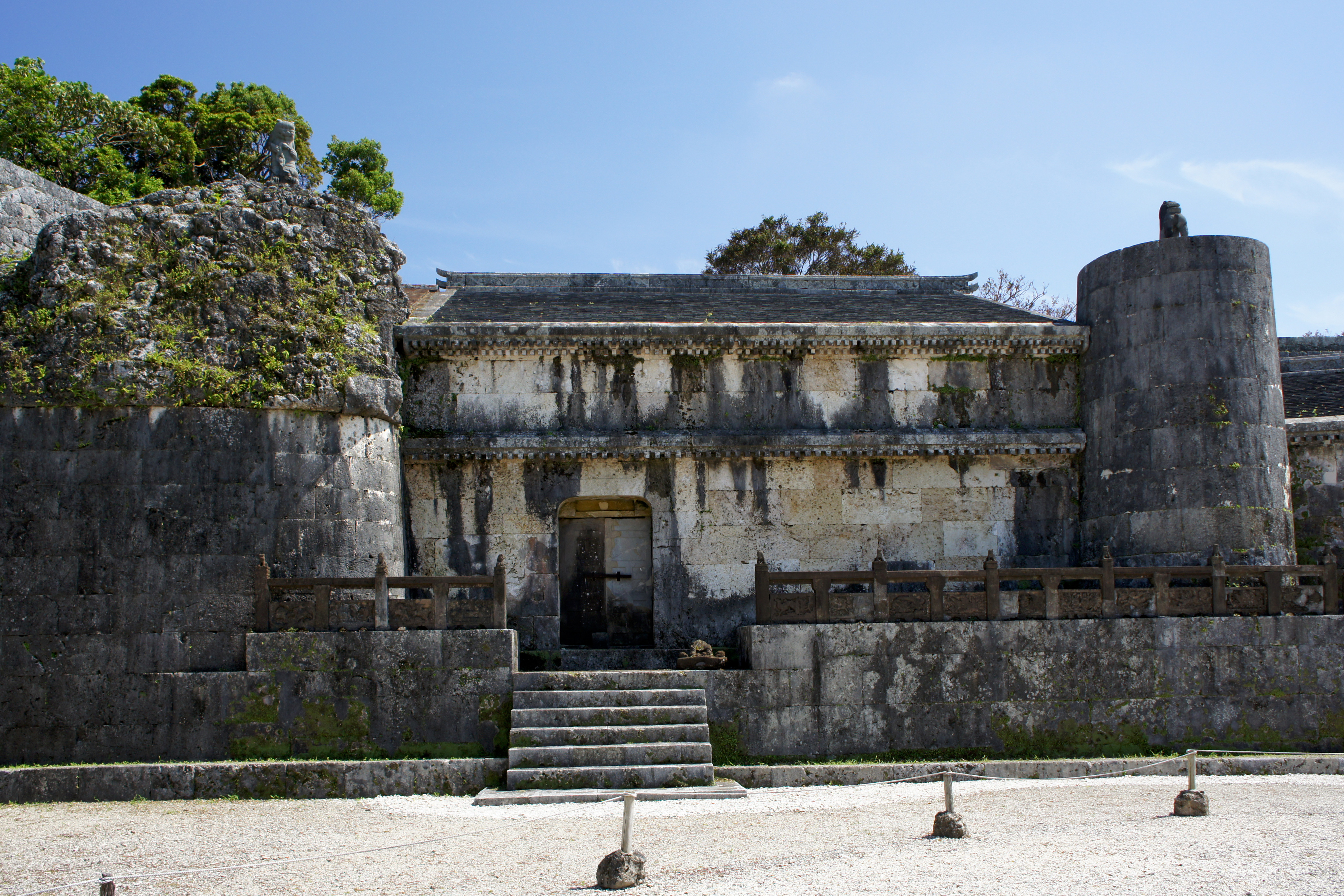
東室
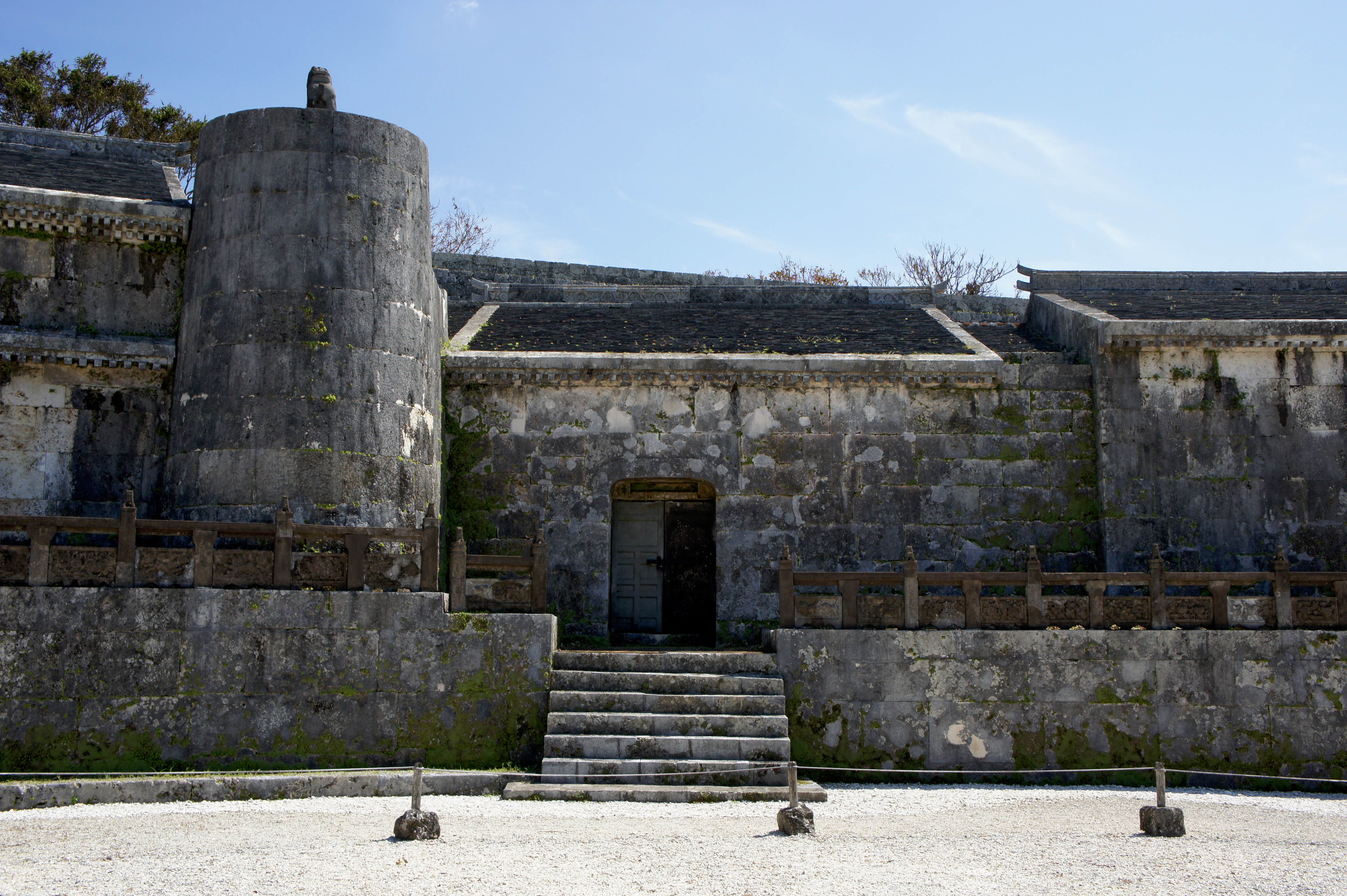
中室
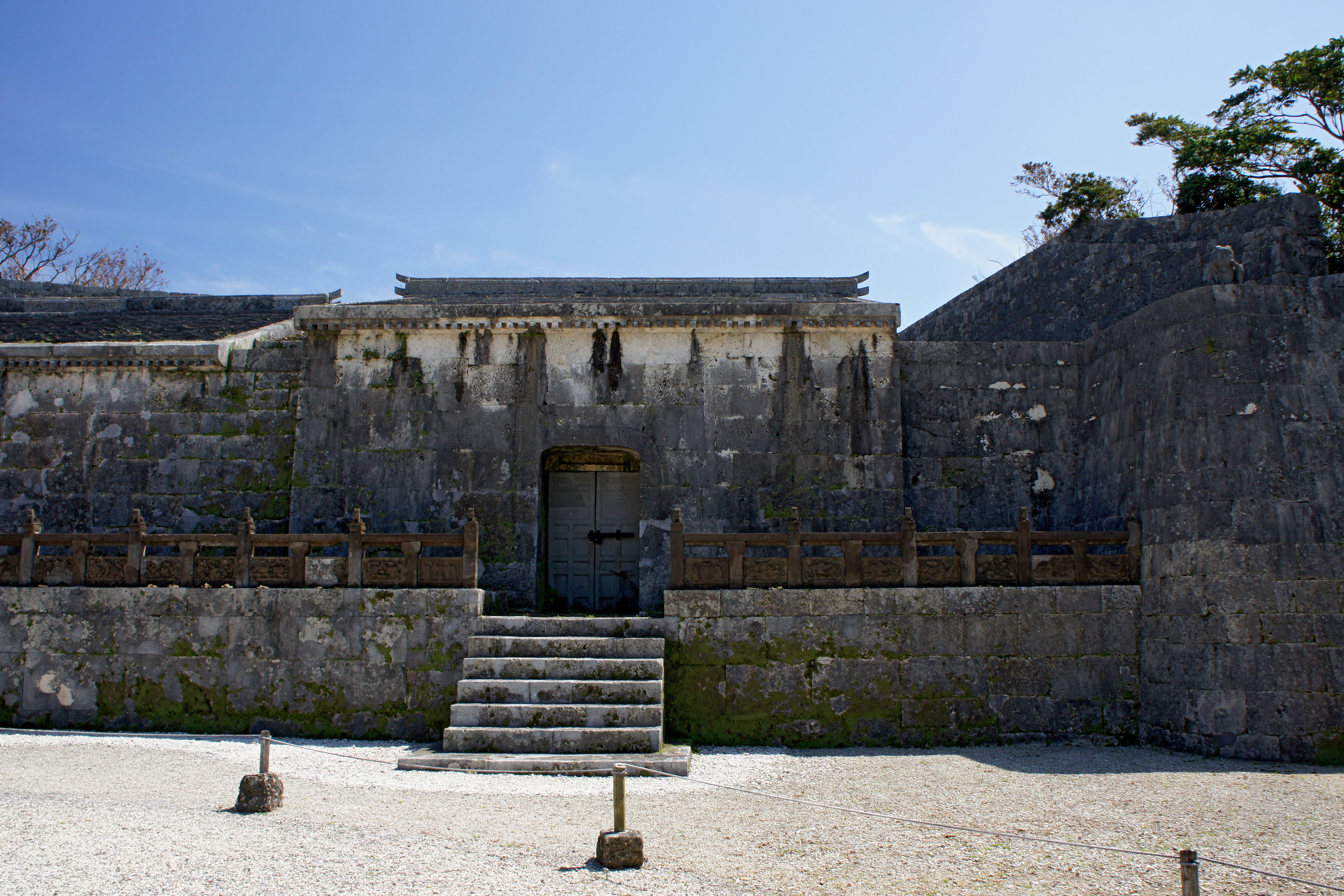
西室
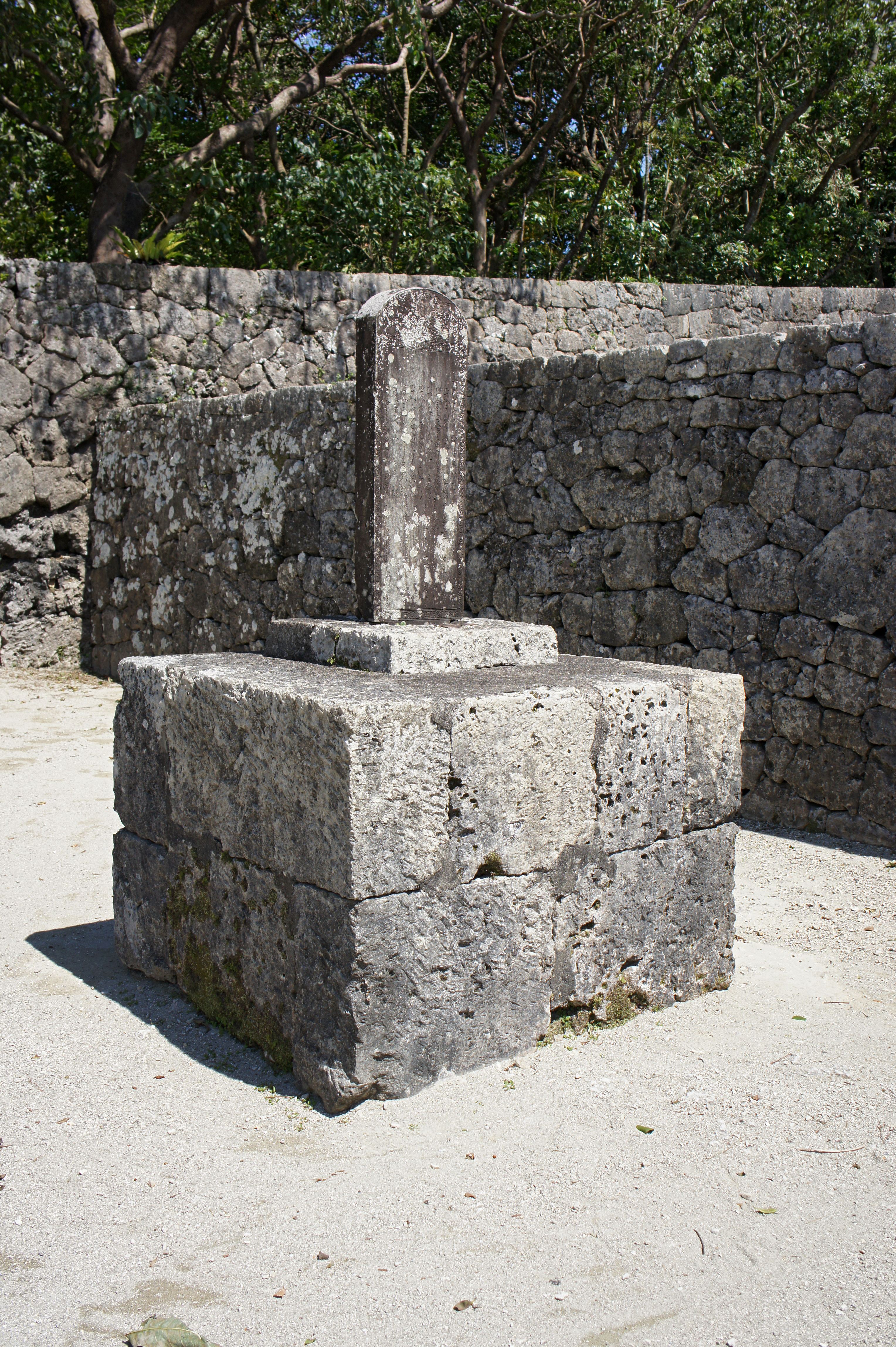
玉陵碑
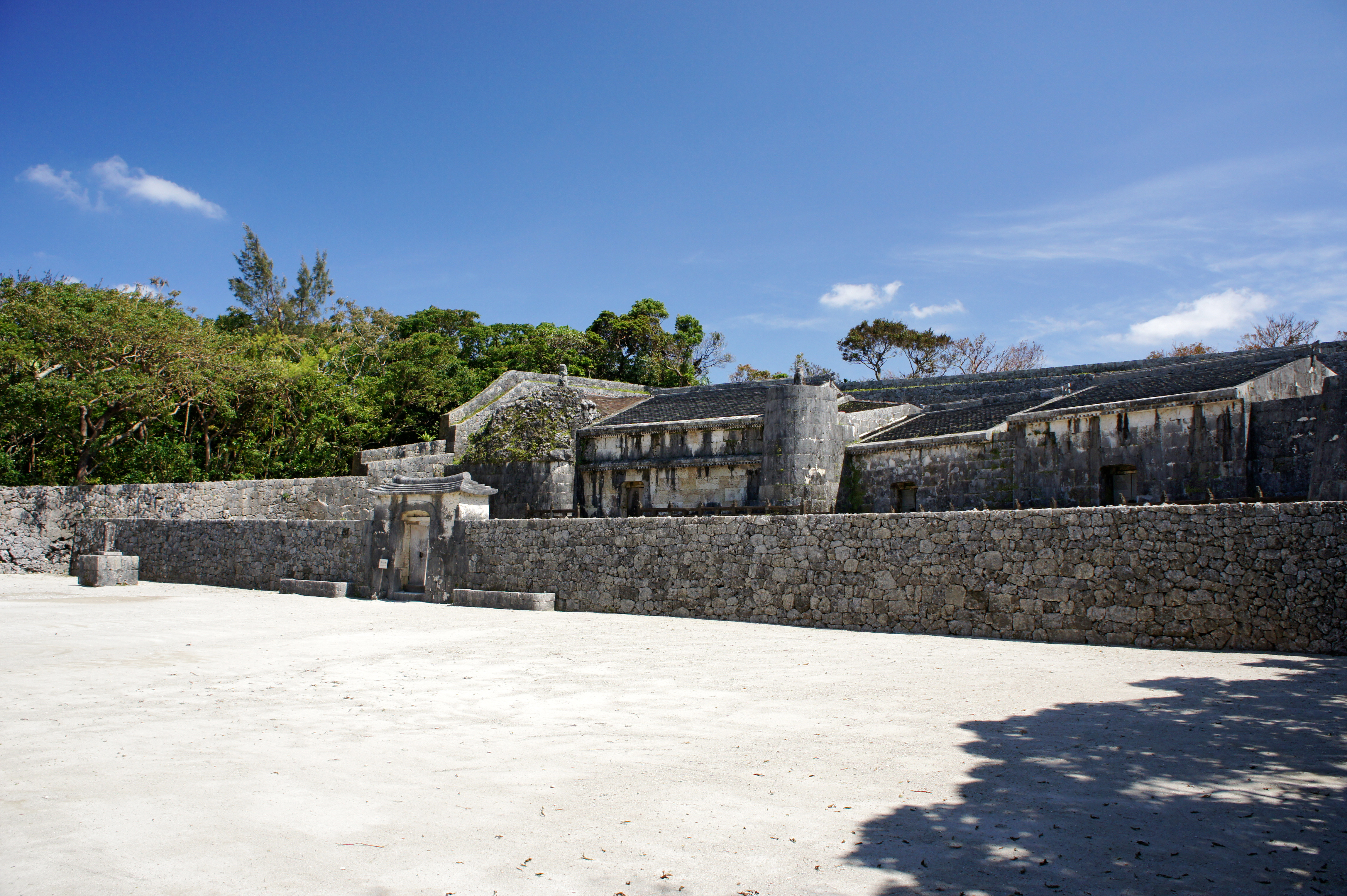
前門
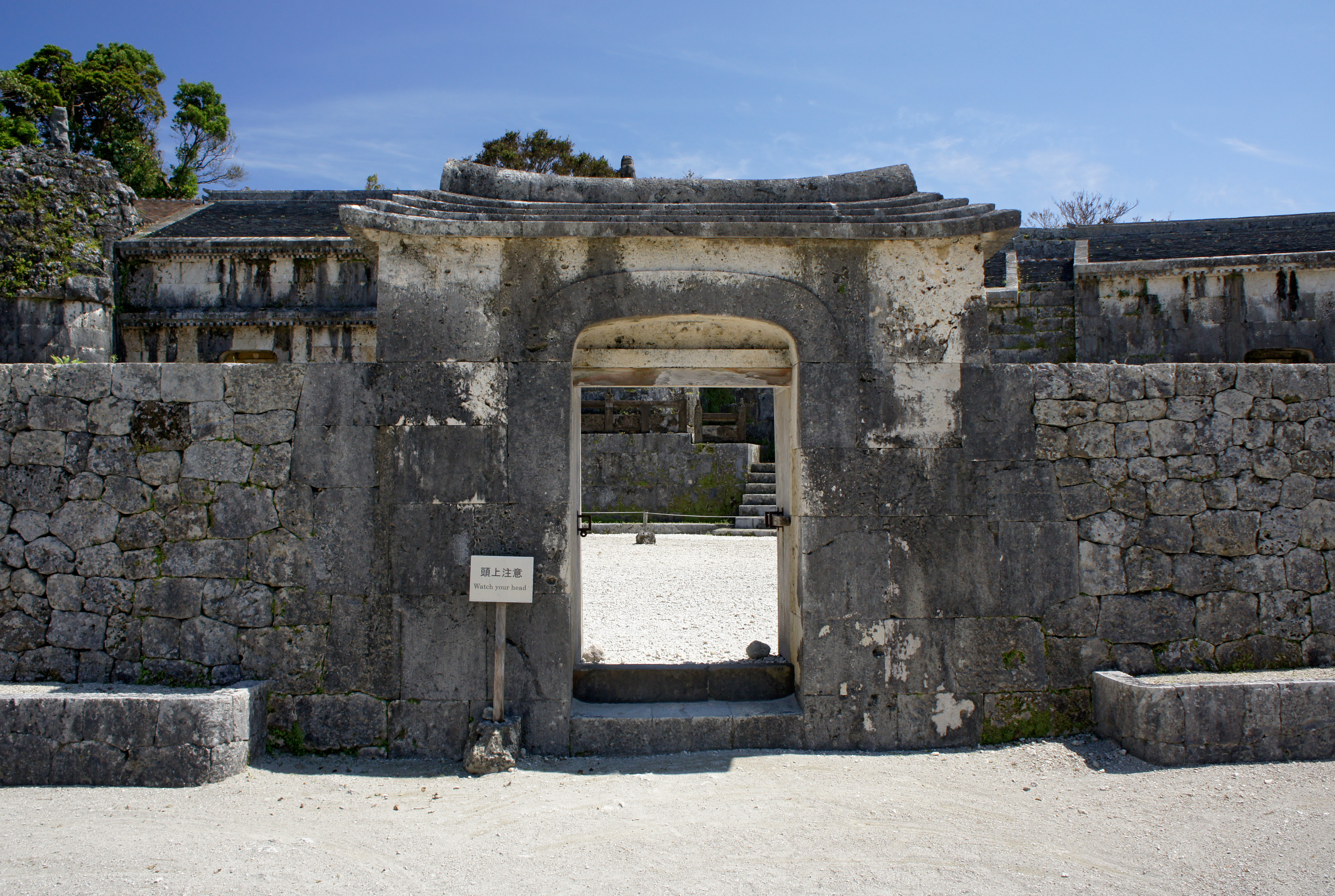
後門
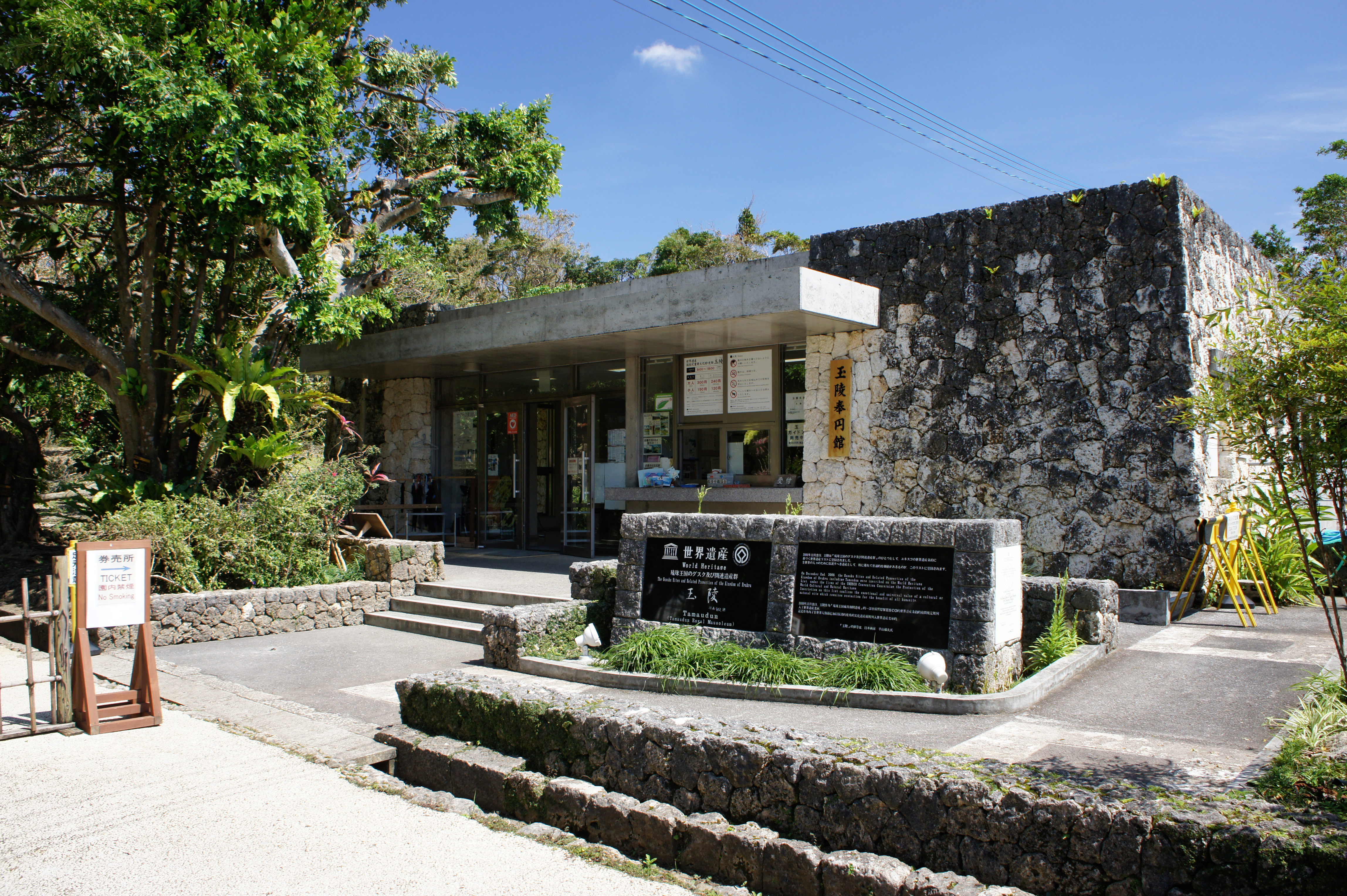
玉陵奉円館

## 玉陵以外の尚家墓所

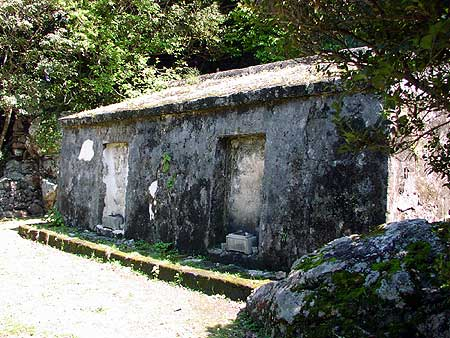
伊是名玉陵

歴代王の中で、2代尚宣威王、7代尚寧王の二名は、玉陵に葬られてはおらず、尚寧王は浦添市仲間にある浦添ようどれに、尚宣威王は沖縄市八重島にそれと伝わる墓がある。
なお、玉御陵には尚円王の父・尚稷とその妻が埋葬されていると伝わる。 
伊是名玉陵は伊是名島の伊是名城の麓に現存し、尚真王代に築造、1688年に石造となったと伝わる。なお、尚円王伊是名出身説とともに、その両親の埋葬についても疑問点が多く、これは単に銘刈家の墓という説もある。その他、歴代の神女、2005年には21代尚昌の長女である井伊文子、また22代尚裕が葬られた。 
山川の玉陵（山川陵とも。首里の西隣の首里山川町に現存）は王家の脇墓で、夭死して玉陵に葬られなかった者などの墓所であった。19代尚泰王の七男である尚時などもそこに葬られている。 
21代尚昌の墓所は沖縄県ではなく、東京都台東区にある。